# Conférence des ambassadeurs

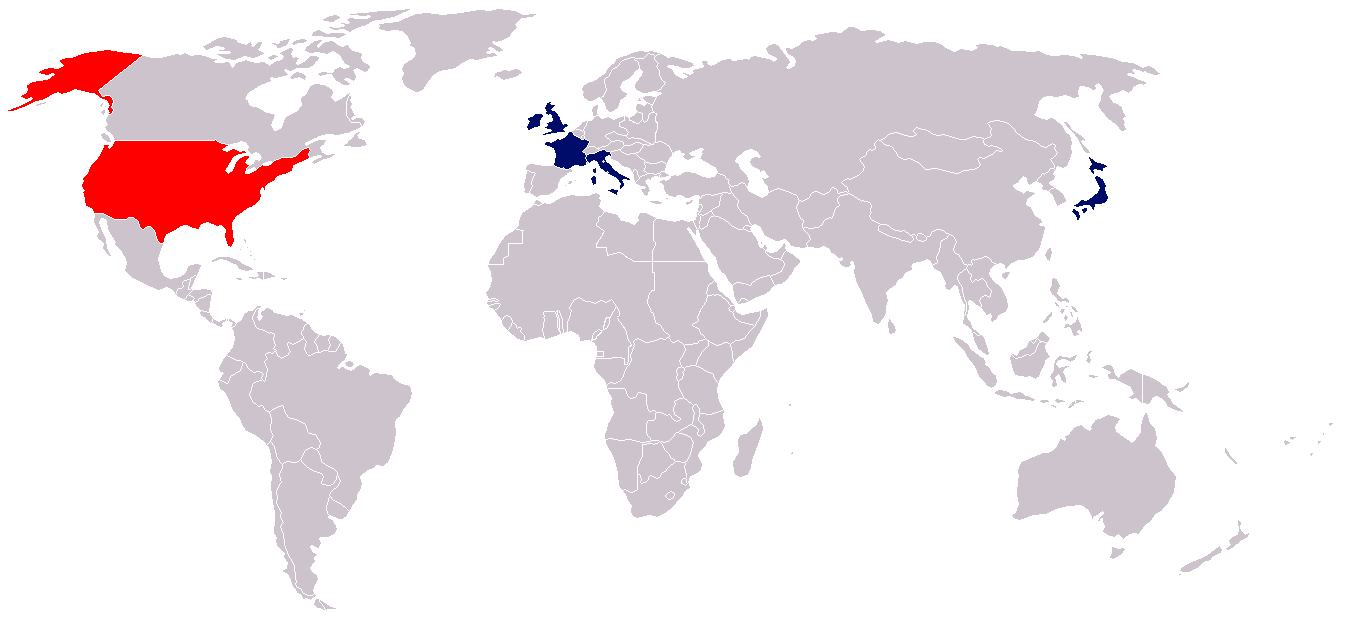
Membres de la Conférence des ambassadeurs (en bleu) et observateurs (en rouge) à partir de 1919.

La Conférence des ambassadeurs des principales puissances alliées et associées est un organe inter-alliés de l'Entente à la fin la Première Guerre mondiale.
Formée à Paris pour la Conférence de Spa, elle succède au conseil suprême de Guerre et elle est ensuite de facto intégrée à la Société des Nations en tant qu'un de ses organes directeurs. Elle est réunie pour juger divers différends territoriaux entre États européens, comme celui de la région de Zaolzie (entre la Pologne et la Tchécoslovaquie), ou le conflit concernant le statut de Wilno (Vilnius) (ayant occasionné la guerre polono-lituanienne de 1920) ou encore l'incident de Corfou (entre l'Italie et la Grèce).
La Conférence cesse d'exister en 1931.